# 팻 프로프트
팻 프로프트(Pat Proft, 1947년 3월 4일 ~ )는 미국의 배우, 각본가, 영화 제작자이다.

## 영화
- 무서운 영화 5 (2013년)
- 모스트리 고스트리 (2008년)
- 무서운 영화 4 (2006년)
- 무서운 영화 3 (2003년)
- 롱풀리 어큐즈드 (1998년)
- 미스터 마구 (1997년)
- 굿모닝 스쿨 (1996년)
- 총알 탄 사나이 3 (1994년)
- 못말리는 람보 (1993년)
- 폭소 삼총사 (1992년)
- 못말리는 비행사 (1991년)
- 총알 탄 사나이 2 (1991년)
- 폴리스 아카데미 6 (1989년)
- 뜨거운 애정 게임 (1988년)
- 폴리스 아카데미 5 - 마이애미 비치 임무 (1988년)
- 총알 탄 사나이 (1988년)
- 폴리스 아카데미 4 - 시민 순찰대 (1987년)
- 폴리스 아카데미 3 - 재훈련 (1986년)
- 21세기 두뇌 게임 (1985년)
- 변칙 플레이 (1985, Moving Violations)
- 폴리스 아카데미 2 - 첫임무 (1985년)
- 총각 파티 (1984년)
- 폴리스 아카데미 (1984년)
- 사랑 대소동 (1981년)
- 스타워즈 홀리데이 스페셜 (1978년)